# Banské
Banské – wieś i gmina (obec) w powiecie Vranov nad Topľou, w kraju preszowskim na Słowacji.

## Położenie
Wieś leży w Górach Slańskich, po wschodniej stronie głównego grzbietu tych gór, ok. 12 km na południowy zachód od Vranova nad Topľou. Jej zabudowania rozłożone są na wysokości 320–370 m n.p.m., w dolinie potoku Olšava (prawobrzeżny dopływ Topľi) oraz uchodzących doń na terenie wsi jego dopływów, potoków Olšavka, Banský potok, Črchlinský potok i Jurkov potok. Przez wieś biegnie droga nr 576 z Vranova nad Topľou przez Herlianske sedlo do Bidovec w dolinie Olšavy.

## Historia
Pierwsze pisemne wzmianki na temat wsi pochodzą z 1397 roku.